# Jilem, Jindřichův Hradec
Jilem là một làng thuộc huyện Jindřichův Hradec, vùng Jihočeský, Cộng hòa Séc.